# Batterielose Funktechnik
Der Begriff batterielose Funktechnik beschreibt die drahtlose Übertragung von Signalen aller Art mit Hilfe elektromagnetischer Wellen im Radiofrequenzbereich (Radiowellen) an ein Empfangsmodul. Die Energie für das Senden des Signals wird hierbei durch Energy Harvesting gewonnen, mittels einer stromsparenden Elektronik aufbereitet und die Daten schließlich in Form kurzer Funksignale an eine spezielle Empfangseinheit übermittelt.
Eingesetzt wird batterielose Funktechnik vor allem bei RFID, Funkschaltern und -sensoren in der Gebäudeautomation (Enocean).